# 戴维·威尔金斯
戴维·威尔金斯（英語：David Wilkins，1950年4月30日—），爱尔兰男子帆船运动员。他曾代表爱尔兰参加1972年、1976年、1980年、1988年和1992年夏季奥林匹克运动会帆船比赛，其中1980年奥运会获得一枚银牌。